# Cuve de Badeas
Cuve de Badeas är en ort i Mexiko.   Den ligger i kommunen El Higo och delstaten Veracruz, i den sydöstra delen av landet, 270 km norr om huvudstaden Mexico City. Cuve de Badeas ligger 30 meter över havet och antalet invånare är 585.
Terrängen runt Cuve de Badeas är platt. Runt Cuve de Badeas är det ganska glesbefolkat, med 34 invånare per kvadratkilometer. Närmaste större samhälle är El Higo, 6,0 km nordväst om Cuve de Badeas. Trakten runt Cuve de Badeas består till största delen av jordbruksmark.